# Коваль, Аркадий Константинович
Аркадий Константинович Коваль (род. 5 октября 1958, Новосибирск, РСФСР, СССР) — советский и российский актёр театра и кино, режиссёр, преподаватель, заслуженный артист Российской Федерации (2013).

## Биография
Родился 5 октября 1958 года в семье театрального режиссёра Константина Станиславовича Коваля и актрисы Нины Мильевны Коваль (урожд. Свешниковой). Его родители окончили Ленинградский театральный институт (актёрское отделение), а в 1970 году К. С. Коваль — режиссёрский класс Ленинградского театрального института, работали в Таганрогском театре драмы, в Норильском Заполярном театре драмы имени Вл. Маяковского. Живут в США. Дед со стороны матери — Милий Николаевич Свешников, музыкант, педагог.
В 1983 году окончил Ленинградский государственный институт театра, музыки и кинематографии.
С 1983 по 1985 год — актёр Театра комедии им. Н. П. Акимова.
С 1985 по 2003 год — актёр Малого драматического театра Санкт-Петербурга.
С 1987 года — старший преподаватель актёрского мастерства в Государственной академии театрального искусства.
С 2003 года — актёр театра «Русская антреприза» им. А. Миронова.
1-й брак — Анжелика Сергеевна Неволина.
2-й брак — Екатерина Леонидовна Волкова (род. 1961), дочь актрисы О. Волковой и кинооператора Л. Волкова. Дочь — Яна.
3-й брак — Светлана Васильева, гримёр в Академическом Малом драматическом театре — Театре Европы Льва Додина. Двое сыновей.

## Творчество

### Роли в театре

#### Театральный институт на Моховой
- 1983 — «Ах, эти звёзды!»

#### Малый драматический театр
- 1991 — «Бесы» Ф. М. Достоевский, режиссёр Лев Додин
- 1994 — «Вишнёвый сад» А. П. Чехов, режиссёр Лев Додин

### Фильмография
- 1983 — Этот милый старый дом (фильм-спектакль) — Митя Хрустиков
- 1983 — Ах, эти звёзды... (фильм-спектакль) — ковбой
- 1986 — Маленькая Баба-Яга (телеспектакль) — посетитель ярмарки / Болотная Ведьма, (нет в титрах)
- 1986 — Детская площадка
- 1986 — Исключения без правил (киноальманах) — сотрудник лаборатории
- 1986 — Конёк-Горбунок (фильм-спектакль) — скоморох
- 1986 — Левша — писарь
- 1986 — Солдат и чёрт (фильм-спектакль) — домовой Егор «Зануда»
- 1986 — Сказка за сказкой — Пишта-Плакса / Матей (1986), Гобо (1989), Граф / Рикар / Пишта-Плакса / Евграф (1991), Пишта-Плакса (1998)
- 1986 — Приключения Шерлока Холмса и доктора Ватсона: Двадцатый век начинается — констебль Макферсон
- 1987 — Книга заклинаний ведьмы Грамбиллы (телеспектакль) — Дедушка Габо
- 1987 — Необыкновенные приключения Карика и Вали — журналист, ведущий пресс-конференцию
- 1987 — Последний разбойник из Градца Броушева (телеспектакль) — Винцек
- 1987 — Привидение из города Ойленберга (телеспектакль) — ландскнехт
- 1988 — Эти… три верные карты… — пациент сумасшедшего дома
- 1988 — Кошкин дом (телеспектакль) — кукла Аркаша
- 1988 — Продление рода
- 1989 — Нечистая сила — заключённый «Катя»
- 1989 — Филипп Траум — бродячий актёр
- 1990 — Карлсон и рыцари круглого стола (фильм-спектакль) — Мархальт, сын Короля Балина Свирепого
- 1990 — Мир в другом измерении — эпизод
- 1990 — Му-му (фильм-спектакль) — Гаврила
- 1990 — Сломанный свет — посетитель художественной выставки Стив
- 1990 — Шаги императора — поручик Синюхаев
- 1991 — Гений — Пьер
- 1991 — Кольцо
- 1991 — Тень, или Может быть, всё обойдётся — эпизод
- 1991 — Чокнутые — эпизод
- 1992 — Обручение в Сен-Мишеле (фильм-спектакль) — Гильстон
- 1992 — Рэкет — Виктор «Шплинт»
- 1993 — Великая княгиня Елисавета
- 1995 — Ширли-мырли — теледиктор-сурдопереводчик
- 1996 — Недотёпы (короткометражный фильм)
- 1997 — Звёздная ночь в Камергерском — гость из северной столицы
- 1998 — Маленький водяной (фильм-спектакль) — Пишта-Плакса
- 1998 — Улицы разбитых фонарей. Новые приключения ментов — Аркаша «Лисий Хвост»
- 1999 — В зеркале Венеры — Харитонов
- 1999 — Что сказал покойник — крупье Жюль
- 2000 — Воспоминания о Шерлоке Холмсе — констебль Макферсон
- 2001 — Первое мая — Фёдор, корректор в типографии
- 2001 — Сказ про Федота-стрельца — немецкий посол
- 2002 — 2003 — Недлинные истории
- 2003 — Тайны следствия-3 — Степан Васильевич Крапивин
- 2003 — Танцор — Назаров
- 2004 — Господа офицеры — заключённый Половцев
- 2004 — Пираты Эдельвейса (Германия, Люксембург, Нидерланды, Швейцария) — снимался
- 2004 — Улицы разбитых фонарей-6 — Тетёхин
- 2005 — Королевство кривых… — редактор Отто Крампе
- 2005 — Пари — Босяк
- 2006 — Лабиринты разума — постовой / дядя Коля
- 2006 — Клиника — «Карась», Семён Глушко
- 2006 — Короткое дыхание — Кисель
- 2006 — План «Б» — путевой обходчик
- 2007 — Морские дьяволы — 2 — профессор Кларк
- 2007 — Срочно требуется Дед Мороз — капитан милиции
- 2007 — Расплата — Гагарин (бомж)
- 2007 — Гаишники — Лёша Ерёменко, инспектор ДПС
- 2008 — Боец. Рождение легенды — Прошка
- 2008/2011 — Дорожный патруль 1-11 — Паша Матвеев
- 2008 — Кто был Шекспиром — Шут
- 2008 — Каменная башка — доктор
- 2008 — Мальчики-девочки — Прут
- 2009 — Группа «Zeta», фильм второй — Симон
- 2009 — Литейный — 3 — Кравцов
- 2009 — Укрощение строптивых — таксист
- 2010 — Слово женщине — эпизод
- 2010 — Версия — 2 — Раков, директор казино
- 2010 — Клуб счастья — Константин Андронович
- 2010 — Военная разведка. Западный фронт — «Яма», уголовник
- 2010 — Страховщики — Патрикеев
- 2010 — Дознаватель — 11 — «Хитрец», мошенник (22-я серия)
- 2010 — Лиговка — Вацлав Леопольдович Коваль, спец по игорному делу
- 2011 — Дубля не будет — Андрей Дёмин, агент Жданова
- 2011 — Защита свидетелей — Пётр Сергеевич Афанасьев
- 2011 — Настоящие — Бесо
- 2011 — Не жалею, не зову, не плачу — Аркадьич, сосед Гордеева по палате
- 2011 — Формат А4 — эпизод
- 2011 — Шеф — Иван Фомин, старший лейтенант милиции
- 2012 — Дед Иван и Санька — участковый Криворучко
- 2012 — Литейный — 7 — Гриня
- 2012 — Мой дом — моя крепость — эпизод
- 2012 — Наружное наблюдение — продавец на рынке
- 2012 — Улицы разбитых фонарей-12 — Зюкин
- 2012 — Хвост — режиссёр Бухаров
- 2013 — Бывшая жена — представитель администрации, Самойлов
- 2013 — Майор полиции — следователь Валерий Альбертович Волошин
- 2013 — Папа в законе — Святослав Сергеевич Кочубей, муж Ирины, частный детектив
- 2013 — ППС — 2 — Иван Иванович
- 2013 — Трасса — Пётр Гусев, одноклассник Бориса
- 2013 — Трудно быть Богом — эпизод
- 2013 — Шерлок Холмс — Отто фон Штих, посол Германии
- 2013 — Шеф — 2 — Иван Фомин, отставной полицейский
- 2014 — 7 футов под килем — Семён Михайлович Альбатросов, преподаватель
- 2014 — Мама Люба — председатель жюри на кастинге
- 2014 — Ультиматум — Аркадий Сергеевич Янковский, адвокат Быкова
- 2016 — Ментовские войны — 9 — Боря «Негр», (серия «Адвокат для генерала»)
- 2015 — Непридуманная жизнь — Паша Михайлюк, муж Антонины
- 2015 — Гастролёры — Витас Брызгаускас, политтехнолог
- 2015 — Реверберация
- 2015 — Чума — Леонид Аронович, брат Мойши, портной
- 2016 — Ментовские войны — 10 — Боря «Негр», (серии, «Кукловоды», «Окончательный расчёт»)
- 2016 — Найти мужа Дарье Климовой — поклонник
- 2017 — Где-то на краю света — Лёва Кремер, хозяин квартиры
- 2017 — Чужое лицо (фильм восьмой) — Сергей Шорох
- 2019 — Конец Невинности (сериал ) - следователь Шуршалин
- 2019 — Подкидыш — продавец кошек
- 2019 — Экспроприатор — уголовник
- 2020 — Про Лёлю и Миньку — дядя Коля
- 2021 — Воскресенский — Юрий Михайлович Головин, полицмейстер сыскной полиции Санкт-Петербурга
- 2023 — Катя-Катя — Дмитрий Ионович
- 2024 — Мастер и Маргарита — Арчибальд Арчибальдович

### Озвучивания мультфильмов
- 2008 — Сезон охоты 2 — мистер Винни (Сосисочка)
- 2010 — Сезон охоты 3 — мистер Винни (Сосисочка)

## Признание и награды
- Дипломант конкурса Яхонтова (1983)
- Лауреат театральной премии «Белая акация» (1984)
- Российская национальная актёрская премия имени Андрея Миронова «Фигаро» в номинации «Лучшие из лучших» (2012)[4]
- Заслуженный артист Российской Федерации (2013)